# Óscar Bottinelli
Óscar A. Bottinelli est un politologue uruguayen (né à Dolores) célèbre pour ses prédictions concernant les tendances électorales. Il fut entre 1971 et 1987 le secrétaire politique du président du Front large, Líber Seregni. Il enseigne à l'Institut de Sciences politiques de l'Université de la République, à Montevideo.

## Biographie
Depuis avril 1989, il est directeur de l'entreprise de sondages Factum, laquelle connaît son baptême de feu en faisant des sondages à la sortie des urnes à l'occasion du référendum sur la loi d'amnistie de 1986 (es) concernant les violations des droits de l'homme commises par les militaires lors de la dictature. Son fils, Eduardo Botinelli, sociologue, travaille également chez Factum.
C'est un interlocuteur fréquent des médias (Canal 4, etc.) et il écrit souvent dans El Observador et El Espectador.

## Source
- (es) Cet article est partiellement ou en totalité issu de l’article de Wikipédia en espagnol intitulé « Óscar Bottinelli » (voir la liste des auteurs).